# Индустријска зона ди Сан Цјо (Фиренца)
Индустријска зона ди Сан Цјо је насеље у Италији у округу Фиренца, региону Тоскана.
Према процени из 2011. у насељу је живело 256 становника. Насеље се налази на надморској висини од 28 м.